# Нью-Пойнт-Ричі-Іст (Флорида)
Нью-Пойнт-Ричі-Іст (англ. New Port Richey East) — переписна місцевість (CDP) в США, в окрузі Паско штату Флорида. Населення — 11 015 осіб (2020).

## Географія
Нью-Пойнт-Ричі-Іст розташований за координатами 28°15′48″ пн. ш. 82°41′35″ зх. д. / 28.26333° пн. ш. 82.69306° зх. д. (28.263457, -82.693048).  За даними Бюро перепису населення США в 2010 році переписна місцевість мала площу 9,74 км², з яких 9,58 км² — суходіл та 0,16 км² — водойми.

## Демографія
Згідно з переписом 2010 року, у переписній місцевості мешкало 10 036 осіб у 4565 домогосподарствах у складі 2636 родин. Густота населення становила 1030 осіб/км².  Було 5235 помешкань (537/км²).
Расовий склад населення:
| - 91,5 % — білих - 2,4 % — чорних або афроамериканців - 1,6 % — азіатів - 0,3 % — корінних американців - 2,2 % — осіб інших рас |

До двох чи більше рас належало 2,0 %. Частка іспаномовних становила 10,2 % від усіх жителів.
За віковим діапазоном населення розподілялося таким чином: 19,2 % — особи молодші 18 років, 59,6 % — особи у віці 18—64 років, 21,2 % — особи у віці 65 років та старші. Медіана віку мешканця становила 45,0 року. На 100 осіб жіночої статі у переписній місцевості припадало 91,2 чоловіків;  на 100 жінок у віці від 18 років та старших — 89,3 чоловіків також старших 18 років.
Середній дохід на одне домашнє господарство  становив 39 766 доларів США (медіана — 32 149), а середній дохід на одну сім'ю — 50 458 доларів (медіана — 44 205). Медіана доходів становила 38 159 доларів для чоловіків та 30 625 доларів для жінок. За межею бідності перебувало 17,4 % осіб, у тому числі 14,4 % дітей у віці до 18 років та 14,5 % осіб у віці 65 років та старших.
Цивільне працевлаштоване населення становило 3095 осіб. Основні галузі зайнятості: освіта, охорона здоров'я та соціальна допомога — 24,4 %, роздрібна торгівля — 20,1 %, науковці, спеціалісти, менеджери — 14,5 %.